# فتاخيات
فَتَّاخِيَّات أو سحالي أمريكية عديمة الأرجل (الاسم العلمي: Anniellidae)، فصيلة سحالي من رتبة الحرشفيات، تضم ستة أنواع ضمن جنس واحد.